# Lịch sử địa chất Việt Nam
Lãnh thổ Việt Nam được chia thành 8 miền địa chất Đông Bắc bộ, Bắc Bắc bộ, Tây Bắc bộ, Bắc Trung bộ, Kontum, Nam Trung bộ và Nam bộ, cực Tây Bắc bộ và Trường Sa-Hoàng Sa.

## Tiền Cambri
Các thành tạo địa chất thời kỳ Tiền Cambri cấu thành nên móng kết tinh và phức hệ uốn nếp hoặc lớp phủ Paleozoi lộ ra ở khối Kontum, Fansipan, đới sông Hồng có tuổi Arkei, Proterozoi hạ và thượng.

## Paleozoi

### Cambri - Ordovic hạ
Các trầm tích Cambri - Ordovic hạ phân bố ở bắc Bắc bộ, tây Bắc bộ và bắc Trung bộ đặc trưng bởi các trầm tích carbonat xen kẽ đá lục nguyên thuộc tướng biển nông, biển ven bờ chứa Bọ ba thùy.

### Odorvic - Silur
Các trầm tích trong giai đoạn này phân bố ở các miền đông bắc Bắc bộ, bắc Bắc bộ, tây Bắc bộ, bắc Trung bộ, Nam bộ, chủ yếu từ Quảng Nam - Đà Nẵng trở ra phía bắc. Miền tây Bắc bộ đặc trưng bởi các trầm tích lục nguyên - carbonat còn ở miền bắc Trung bộ chủ yếu là các trầm tích lục nguyên - phun trào. Các trầm tích này phủ bất chỉnh hợp lên các trầm tích cổ hơn.

### Devon
Các trầm tích trong giai đoạn này phân bố ở đông Bắc bộ, bắc Bắc bộ, tây Bắc bộ, bắc Trung bộ gồm các trầm tích lục nguyên - carbonat phát triển liên tục với bề dày từ 1600 - 1800m đến 2200 - 2400m.

### Carbon - Permi
Các trầm tích trong giai đoạn này phân bố ở đông Bắc bộ, bắc Bắc bộ, tây Bắc bộ, bắc Trung bộ và bắt đầu xuất hiện phổ biến ở nam Trung bộ và Nam bộ. Các trầm tích trong giai đoạn này bị chi phối bởi hai chu kỳ tích tụ liên quan đến hai ranh giới phân kỳ. Chu kỳ thứ nhất, các trầm tích chủ yếu là carbonat đôi khi có ít trầm tích lục nguyên ở phần dưới. Chu kỳ thứ hai xảy ra trong thời gian thành tạo tầng Veoschwagerina phổ biến khắp Việt Nam và lãnh thổ kế cận đặc trưng bởi các trầm tích núi lửa.

## Kainozoi

### Paleogen - Neogen
Các trầm tích Paleogen-Neogen (đệ Tam)chủ yếu phân bố trong các hố sụt, các vùng trũng trên lục địa hoặc trên các thềm lục địa, đây là những kiến trúc được hình thành do hoạt động kiến tạo đứt gãy trẻ hoặc đứt gãy cổ tái hoạt động phân bố kéo dài theo hướng tây bắc-đông nam. Các trầm tích đặc trưng bởi chủ yếu bởi các thành tạo lục địa và châu thổ, đôi nơi xem kẽ núi lửa, với bề dày thay đổi từ vài chục mét đến 5000m.

### Đệ Tứ
Các trầm tích đệ Tứ phân bố chủ yếu ở các đồng bằng ven biển.

## Các sự kiện chính
Các sự kiện địa chất đáng chú ý nhất trong lịch sử Việt Nam và vịnh Hạ Long trong 1.000 năm gần đây bao gồm sự mở rộng của biển, tăng lên của diện tích vịnh và xói mòn mạnh đã tạo thành san hô và nước biển màu xanh lam thuần khiết với độ mặn cao. Quá trình xói mòn của nước biển đã ăn sâu vào đá, góp phần tạo ra vẻ đẹp diệu kỳ của nó. Vịnh Hạ Long ngày nay là kết quả của quá trình tiến hóa địa chất kéo dài và chịu ảnh hưởng của nhiều yếu tố này.
Do tất cả các yếu tố này mà các du khách hiện nay đến thăm vịnh Hạ Long không chỉ coi nó như là một trong những kì quan của thế giới, mà còn như một viện bảo tàng địa chất quý giá được bảo tồn một cách tự nhiên ngoài trời trong 300 triệu năm gần đây. Trong bảng sau đây, thời gian được tính băng Ma/Ka = Mega/Kilo annum, triệu/ngàn năm tước.
Một số sự kiện đáng chú ý nhất là:
| Thời gian        | Niên đại địa chất                                              | Sự kiện |
| ---------------- | -------------------------------------------------------------- | --- |
| 2.070 Ma         | cuối kỷ Tằng Xâm                                               | Thành tạo núi Nghĩa Lĩnh |
| 570-500 Ma       | đầu kỷ Cambri                                                  | Khu vực mà ngày nay tạo thành vịnh Hạ Long, về cơ bản là đất liền, hứng chịu quá trình xói mòn bởi mưa |
|                  | cuối kỷ Cambri                                                 | Khu vực này bị ngập lụt, khởi đầu cho sự tồn tại của vịnh Hạ Long |
| 500-400 Ma       | kỷ Ordovic và Silur                                            | Khu vực Đông Bắc Việt Nam về cơ bản là biển sâu, hứng chịu hoạt động kiến tạo địa tầng không ngừng |
|                  | cuối kỷ Silur                                                  | Đông Bắc Việt Nam trải qua pha chuyển động ngược lại để tạo ra các dãy núi nằm sâu dưới nước |
| 420-340 Ma       | cuối kỷ Silur và trong suốt kỷ Đề-vôn                          | Khu vực này phải chịu sự xói mòn mạnh do khí hậu khô và nóng. Vào thời điểm này, Hạ Long là một phần của vùng đất liền rộng tạo thành phần lớn Biển Đông và thềm lục địa Trung Hoa ngày nay |
| 400 Ma           |                                                                | Địa tầng lục địa, được hình thành từ thạch quyển cứng và giòn (hay lớp vỏ), dần dần chuyển động ngang qua hành tinh, được tạo sức nổi do các chuyển động từ phía dưới, trong lớp phủ của Trái Đất. Đôi khi các mảng kiến tạo tách ra thành nhiều mảnh; sự kết hợp của các mảnh lục địa đã tan vỡ từ siêu lục địa thời tiền sử gọi là Gondwana |
| 400-200 Ma       |                                                                | Một vài mảnh của lục địa đã vỡ di chuyển lên phía bắc để va chạm và hợp nhất với châu Á tại các vĩ độ cao, trong quá trình tạo ra phần lớn khu vực ngày nay gọi là Việt Nam |
|                  | cuối kỷ Đề-vôn                                                 | Do hoạt động kiến tạo, khu vực Hạ Long và toàn bộ khu vực đông bắc đã được nâng lên từ dưới sâu |
| 340-255 Ma       | cuối đại Cổ Sinh và đầu đại Trung Sinh                         | Dãy Trường Sơn đã nâng lên trong các va chạm diễn ra vào giai đoạn này |
| 340-240 Ma       | kỷ Than Đá và Permi                                            | Vịnh Hạ Long: sự hình thành của lớp đá vôi dày trên 1.000 m. Một biển nông và ấm đã được tái hình thành, nó tồn tại trong khoảng 100 triệu năm. Nó tạo thành hai loại đá vôi: lớp đá vôi Cát Bà vào đầu kỷ Than Đá (dày 450 m); và lớp đá vôi Quang Hanh vào giữa kỷ Than Đá và đầu kỷ Permi (dày 750 m). Hai lớp đá vôi này tạo thành phần lớn các đảo của vịnh |
| trước 100 Ma     | thời kỳ Tân kiến tạo, kỷ Phấn Trắng - đại Trung Sinh           | Thành tạo núi Fansipan |
| 67 Ma            | cuối kỷ Phấn Trắng và kỷ đầu của đại Đương Thời (đại Tân Sinh) | Vịnh Hạ Long tồn tại trong môi trường đại lục núi cao do ảnh hưởng của các pha kiến tạo sơn mạnh |
|                  | giữa thế Cổ Tân                                                | Vịnh Hạ Long: các chuyển động này vẫn liên tục và ổn định, trong khi quá trình xói mòn mạnh đã bắt đầu, và sau vài triệu năm, dạng địa hình bán cao nguyên đã được tạo ra. Sự liên tục của quá trình xói mòn này đã chia cắt dần dần từng nấc vùng cao nguyên thành các khối với độ cao tương tự như các ngọn núi ngày nay |
| 55-40 Ma         |                                                                | Muộn hơn, trong khi dãy Hy Mã Lạp Sơn đang dâng lên, khí hậu Trái Đất bắt đầu dao động giữa các pha mát và ấm. Các sông băng lục địa được tạo ra và rút lui và, tương ứng với nó là nước biển rút xuống và dâng lên. Khi nước biển rút xuống, thềm lục địa nông Sunda bị lộ thiên (ngày nay nó nằm dưới các biển ở Nam Việt Nam) |
| 50 Ma            |                                                                | Kiến tạo các sông Hồng, Lô, Đà với những đồi núi, đồng bằng, đầm hồ, xuất lộ bộ mặt địa hình Vĩnh Phú, trong đó có dãy đồi 99 con voi chầu về đất Tổ |
| 26-10 Ma         | kỷ Tân Cận                                                     | Sự phát triển của vùng lún Hạ Long |
| 3 Ma             |                                                                | Rừng thường xanh ẩm ướt có thể đã tồn tại dai dẳng trên sườn đông của dãy Trường Sơn mặc dù các dao động khí hậu là đột ngột một cách gia tăng. Các rừng mưa nhiệt đới này có thể cung cấp nơi cư trú cho các loài phụ thuộc vào rừng trong các thời kỳ lạnh hơn, khô hơn, mang tính chất mùa rõ nét hơn. Với kích thước lớn như vậy, mà môi trường sinh sống dọc theo nó có thể mở rộng hay co lại theo thời gian, có thể giúp giải thích tại sao, thậm chí trong vườn địa đàng của sự đa dạng sinh học như vậy của Việt Nam, mà dãy Trường Sơn vẫn lộng lẫy hơn phần còn lại của đất nước này |
| 2 Ma - 11 Ka     | thế Canh Tân của phân đại Đệ Tứ                                | Quá trình xói mòn bắt đầu làm tan rã khu vực giàu đá vôi Hạ Long, sau đó tạo thành vùng đồng bằng đá vôi là hoạt động mạnh nhất |
| bắt đầu 1.800 Ka | thế Canh Tân                                                   | Mực nước biển thấp đã cho phép quần thực vật và động vật di cư từ đại lục sang đảo Hải Nam và ngược lại. Ví dụ, khi xem xét tới một vài kiểu mẫu phân bố của động vật lưỡng cư và bò sát. Đông Bắc Việt Nam chia sẻ trên 20 các loài này với đảo Hải Nam và khu tự trị Quảng Tây của Trung Quốc |
| khoảng 800 Ka    |                                                                | Một viên thiên thạch rơi xuống khu vực mà ngày nay là Việt Nam, làm thay đổi hệ thống sinh thái của Đông Nam Á một cách trầm trọng. Tuy nhiên, trong một khoảng thời gian tương đối ngắn sau đó, trong khu vực có thể tìm thấy được các động vật thuộc Họ Người. Các động vật này đã tìm được một đống đá mới nhồi lên, rất tốt trong việc chế tạo đồ đá |
| 600 Ka           |                                                                | Người vượn đứng thẳng xuất hiện |
| 200 Ka           |                                                                | Người vượn thông minh xuất hiện |
| 70-11 Ka         | giữa và cuối thế Canh Tân                                      | Vịnh Hạ Long: đánh dấu thời kỳ khi các hang động nổi tiếng của khu vực được tạo ra |
|                  | giai đoạn văn hóa Sơn Vi                                       | Cách dãy biển tiến sau băng hà Vuyếc-mơ, tràn vào ngập toàn bộ đồng đằng và vùng thấp ven đồi núi. Người nguyên thủy Sơn Vi tạm lánh lên vùng núi Hòa Bình - Bắc Sơn |
| 17 Ka            |                                                                | Các dải đồi hai bên bờ sông Thao có mấy chục thị tộc người nguyên thủy cư trú. Họ là chủ nhân nền văn hóa hậu kỳ đồ đá cũ Sơn Vi |
|                  | đầu thế Toàn Tân                                               | Các đảo của vịnh Hạ Long ngày nay về cơ bản là tàn dư của các dãy núi này bị ngập lụt. Nước mưa chảy vào các kẽ hở trong đá vôi đã được hình thành từ hoạt động kiến tạo. Quá trình xói mòn đều đều này liên tục mở rộng các đường rạn vỡ này, cuối cùng tạo ra các thành tạo đá của ngày nay |
| 11-7 Ka          | thế Toàn Tân                                                   | Vịnh Hạ Long: đáng chú ý vì sự dâng lên của biển |
| trước 7 Ka       |                                                                | Nước biển rút khỏi đồng bằng. Sau đó trải hàng ngàn năm mưa lũ thau chua rửa mặn và phù sa màu mỡ các con sông bồi đắp làm hồi sinh thảm thực vật. Quần thể động vật như chim thú, cá tôm nhuyễn thể trở nên sầm uất, tạo nên môi trường sống hết sức thuận lợi cho con người |
| 7-4 Ka           |                                                                | Chuyển động dâng lên của biển đạt tới đỉnh điểm và tạo thành vịnh Hạ Long ngày nay |
| 4-3 Ka           |                                                                | Với biển trong quá trình rút xuống đều đều, nền văn hóa Hạ Long đã bắt đầu phát triển |
|                  | đầu của cuối thế Toàn Tân                                      | Vịnh Hạ Long: mực nước biển lại dâng lên một lần nữa, tạo thành lớp nền lầy lội của các con kênh và suối, và tạo ra các dấu nước có thể nhìn thấy trên các vách đá vôi ngày nay |